# SN 1984J
SN 1984J – supernowa typu II odkryta 28 lipca 1984 roku w galaktyce NGC 1559. W momencie odkrycia miała maksymalną jasność 13,20m.